# شرفة (غرمي)
شرفة (بالإنجليزية: Sharafeh, Ardabil)‏ هي منطقة سكنية تقع في قسم بائين برزند الريفي في إيران. يقدر عدد سكانها بـ 174 نسمة .